# Frontière entre les États-Unis et le Venezuela
La frontière entre les États-Unis et le Venezuela consiste en un segment maritime en mer des Caraïbes séparant d'un côté les territoires américains des îles Vierges des États-Unis et Porto Rico et de l'autre les îles des Dépendances fédérales, dont l'île vénézuélienne Isla de Aves.

## Carte des frontières maritimes dans les Caraïbes

Délimitations des frontières maritimes dans les États et territoires des Caraïbes.